# Питерман, Дмитрий
Дмитрий Питерман (англ. Dmitry Piterman; 18 декабря 1963, Одесса) — американский бизнесмен советского происхождения.

## Биография
Родился в Одессе. В детстве увлекался футболом и лёгкой атлетикой.
Когда ему было 12 лет, семья эмигрировала в США, поселившись в Калифорнии, где Питерман учился в университете в Беркли и получил диплом архитектора. Активно занимался спортом, едва не прошёл отбор в тройном прыжке для летних Олимпийских игр 1992 года в Барселоне. Его наставником был Руди Хант (один из первых темнокожих тренеров в США).
Уйдя из спорта, стал агентом по недвижимости, переехал в Испанию в 1991 году, купил два футбольных клуба: любительский «Тосса Спорт» и команду четвёртого дивизиона «Паламос», последний в 2002 году перешёл на третий уровень испанского футбола. Тремя годами ранее он был избран президентом клуба и некоторое время был её тренером, не имея при этом должной квалификации.
В январе 2003 года, продолжая быть главой «Паламоса», Питерман купил 24 % акций ФК «Расинг», выступавшего в Ла Лиге. Также изъявил желание быть тренером своей команды, чему резко противилась Королевская испанская футбольная федерация, настаивавшая на том, что по своей должности тот даже не имеет права находиться в технической зоне во время матчей. Чтобы находиться у кромки поля, Питерман стал оформлять себя журналистом или фотокорреспондентом. В то же время на место главного тренера назначались чисто формальные личности. Например, Чучи Кос, который работал с ним в «Паламосе» и не имевший опыта работы на высшем уровне. При этом из команды был изгнан опытный специалист Мануэль Пресиадо.
После непродолжительного периода работы в гандболе, также в Кантабрии, Питерман купил клуб «Депортиво Алавес» и помог ему вернуться в высший дивизион в первом же сезоне. В команде также появился Чучи Кос, который теперь исполнял роль директора клуба. Питерман вновь часто менял тренеров, диктуя состав на матч, и снова изъявлял желание самому возглавить команду в тренерском качестве. Это вылилось в открытое противостояние с недовольными положением дел футболистами и болельщиками. Питерман покинул «Алавес», оставив команду на грани банкротства с долгом более 25 миллионов евро, и бежал из страны. Пара Кос/Питерман провела 126 матчей в испанском футболе, выиграв 63, сыграв 29 и проиграв 34.
В 2006 году Питерман приобрёл франшизу в американской USL-1 (вторая по силе футбольная лига страны), создав команду «Калифорния Виктори». Уже через год, однако, клуб был ликвидирован. Ранее Питерман продал все свои акции «Алавеса» в размере 51 %.